# Aubigny-sur-Badin
Pour les articles homonymes, voir Aubigny et Badin.
Aubigny-sur-Badin est une ancienne commune française du département de la Haute-Marne en région Grand Est. Elle est rattachée à la commune de Vaux-sous-Aubigny en 1959.

## Géographie
Comme son nom l'indique, cette ancienne commune est située sur le Badin.

## Histoire
La seigneurie d'Aubigny appartenait à l'évêque de Langres.
En 1789, ce village fait partie de la province de Champagne dans le bailliage de Langres, la châtellenie de Montsaugeon et la prévôté de Montsaugeon.
Le 22 février 1959, la commune d'Aubigny-sur-Badin est rattachée à celle de Vaux-sous-Aubigny sous le régime de la fusion simple. Le 1er janvier 2016, Vaux-sous-Aubigny devient une commune déléguée au sein du Montsaugeonnais.

## Démographie
| 1793 | 1800 | 1806 | 1821 | 1831 | 1836 | 1841 | 1846 | 1851 |
| ---- | ---- | ---- | ---- | ---- | ---- | ---- | ---- | ---- |
| 260  | 244  | 252  | 214  | 234  | 243  | 258  | 275  | 275  |

| 1856 | 1861 | 1866 | 1872 | 1876 | 1881 | 1886 | 1891 | 1896 |
| ---- | ---- | ---- | ---- | ---- | ---- | ---- | ---- | ---- |
| 231  | 231  | 226  | 197  | 196  | 172  | 175  | 166  | 147  |

| 1901 | 1906 | 1911 | 1921 | 1926 | 1931 | 1936 | 1946 | 1954 |
| ---- | ---- | ---- | ---- | ---- | ---- | ---- | ---- | ---- |
| 122  | 110  | 103  | 80   | 86   | 72   | 66   | 48   | 46   |

## Lieux et monuments
- Église Saint-Symphorien ; nef et collatéraux élevés au XIIe siècle ; chœur, première travée de la nef, façade occidentale et porche du XIIIe siècle. Cette église est l'unique vestige d'un ancien prieuré fondé au XIe siècle qui fut détruit pendant la guerre de Trente Ans
- Calvaires : Saint-Symphorien (1806), Maison Flocard (1860) et la Bouclière
- Fontaine-lavoir-guévoir du XIXe siècle
- Fontaine avec longue auge de 1876, rue des Vignes
- Tilleul de Sully, qui date de 1600 environ